# Forcipomyia alleni
Forcipomyia alleni är en tvåvingeart som beskrevs av Clastrier och Wirth 1995. Forcipomyia alleni ingår i släktet Forcipomyia och familjen svidknott.
Artens utbredningsområde är Costa Rica. Inga underarter finns listade i Catalogue of Life.